# Marquesado de Castropinós
El marquesado de Castropinós es un título nobiliario español creado por el rey Carlos II en favor de Elena María de Gurrea y Aragón, dama de honor de la reina madre, mediante real decreto del 30 de diciembre de 1689 y real despacho expedido el 2 de julio de 1691.
Este título fue rehabilitado en 1923 por Antonio Jordán de Urríes y Ulloa, hijo de Ramón Jordán de Urríes y Ruiz de Arana vizconde de Roda y de su esposa Matilde de Ulloa y Calderón.

## Marqueses de Castropinós
|                                 | Titular                                   | Periodo                |
| Creación por Carlos II          | Creación por Carlos II                    | Creación por Carlos II |
| ------------------------------- | ----------------------------------------- | ---------------------- |
| I                               | Elena María de Gurrea y Aragón            | 1691-¿?                |
| .                               | .                                         |                        |
| Rehabilitación por Alfonso XIII |                                           |                        |
| IV                              | Antonio Jordán de Urríes y Ulloa          | 1923-1942              |
| V                               | María del Carmen Jordán de Urríes y Ulloa | 1956-¿?                |
| VI                              | José María Jordán de Urríes y Gasset      | 1996-hoy               |

## Historia de los marqueses de Castropinós
- Elena María de Gurrea y Aragón, I marquesa de Castropinós, dama de honor de la reina madre.[1]

En 1923, durante el reinado de Alfonso XIII, el título fue rehabilitado en favor de :
- Antonio Jordán de Urríes y de Ulloa (Madrid, 1899-1942), IV marqués de Castropinós, caballero de la Real Maestranza de Valencia.[1]

Le sucedió su hermana en 1942:
- María del Carmen Jordán de Urríes y de Ulloa (Madrid, 1891), V marquesa de Castropinós.

El 14 de mayo de 1996 le sucedió, de su hermano Ramón Jordán de Urríes y de Uloa, conde de San Clemente que había casado con María de la Almudena Martínez de Galinsoga y Rolland, y a través del hijo de ambos, Ramón Jordán de Urríes y Martínez de Galinsoga, vizconde de Roda que casó con María Gertrudis Gasset y Muñoz-Vargas, el hijo de estos últimos, por tanto su sobrino nieto:
- José María Jordán de Urríes y Gasset, VI marqués de Castropinós.[2]